# Воячек, Анджей
Анджей Воячек (пол. Andrzej Wojaczek) — польский актёр театра, кино, радио и телевидения.

## Биография
Анджей Воячек родился 7 мая 1947 года в Миколуве. Дебютировал в театре в 1971 г. Актёрское образование получил в Государственной высшей театральной школе в Кракове, которую окончил в 1971 году. Актёр вроцлавских театров (Современный театр во Вроцлаве 1971—1974, Польский театр во Вроцлаве 1974—2000). Выступал в спектаклях «Театра телевидения» в 1975—1998 гг. и в телевизионной «Акадэмии стихотворения», был тоже автором многих радиопередач в «Польском радио». Умер 1 июня 2000 года во Вроцлаве.
Его брат — поэт Рафал Воячек.

## Избранная фильмография
| Год  | Русское название                     | Оригинальное название       | Роль                      |
| ---- | ------------------------------------ | --------------------------- | ------------------------- |
| 1970 | Кто верит в аистов?                  | Kto wierzy w bociany?       | «Чашка»                   |
| 1970 | Соль чёрной земли                    | Sól ziemi czarnej           | повстанец                 |
| 1972 | 150 км в час                         | 150 na godzinę              | сын Врубеля               |
| 1972 | Путешествие за улыбку                | Podróż za jeden uśmiech     | путешествующий автостопом |
| 1973 | Дорога                               | Droga                       | Казик Хлива, шофёр        |
| 1974 | Час за часом                         | Godzina za godziną          | гость на свадьбе          |
| 1974 | Самый важный день жизни              | Najważniejszy dzień życia   | товарищ Франека           |
| 1974 | День рождения Матильды               | Urodziny Matyldy            | мужчина из гулянки        |
| 1976 | Через год, через день, через минуту… | Za rok, za dzień, za chwilę | Пётр                      |
| 1976 | Честь ребёнка                        | Honor dziecka               | Ян, племянник генерала    |
| 1979 | Страхи                               | Strachy                     | кинорежиссёр              |
| 1981 | Ржавчина                             | Rdza                        | милиционер в гражданском  |
| 1984 | Три стоп над землёй                  | Trzy stopy nad ziemią       | шахтёр                    |
| 1985 | Вчера                                | Yesterday                   | адвокат Ани               |
| 1989 | Триумф духа                          | Triumph of the Spirit       | капо Отто                 |
| 1999 | Воячек                               | Wojaczek                    | нейрохирург               |